# Comissão Econômica das Nações Unidas para a África

Nações Unidas.

Criada em 1958, a Comissão Econômica das Nações Unidas para a África (CEA) é uma das cinco comissões regionais sob a direção da ONU. Como braço regional do Conselho Econômico e Social da ONU na África, apoia o desenvolvimento econômico e social dos seus 53 países membros, fomenta a integração regional e promove a cooperação internacional para o desenvolvimento africano.
A Comissão é organizada em seis programas: Política e Gestão do Desenvolvimento; Política Econômica e Social; Gênero e Desenvolvimento; Informação para o Desenvolvimento; Desenvolvimento Sustentável e Integração Comercial e Regional.
Os Estados-membros são: África do Sul, Botsuana, Camarões, Egipto, Eritreia, Etiópia, Gâmbia, Gana, Quênia, Lesoto, Libéria, Líbia, Malawi, Maurício, Moçambique, Namíbia, Nigéria, Uganda, Tanzânia, Seychelles, Serra Leoa, Somália, Sudão, Essuatíni, Zâmbia, Zimbábue, Argélia, Angola, Benim, Burkina Faso, Burundi, Cabo Verde, Comores, Costa do Marfim, Djibouti, Gabão, Guiné, Guiné-Bissau, Guiné Equatorial, Madagascar, Mali, Marrocos, Mauritânia, Níger, República Centro-Africana, República Democrática do Congo, República do Congo, Ruanda, São Tomé e Príncipe, Senegal, Chade, Togo e Tunísia.